# Georges Gurdjieff
Georges Gurdjieff (armeni: Գեորգի Իվանովիչ Գյուրջիև)  (Gyumri, 13 de gener de 1866 - Hospital Americà de París, 29 d'octubre de 1949) fou un filòsof armeni que destacà pel seu misticisme. Afirmà que la majoria de la gent viu en un estat perpetu de somni, sense percebre l'autèntica realitat (ni tan sols el propi jo) i que cal despertar a partir de desenvolupar l'esperit i les seves potencialitats per assolir nous estats de consciència (la «quarta via»).
A partir d'aquestes idees, desenvolupà tècniques de treball en grup basades en la reinterpretació de textos cristians i orientals en clau esotèrica, en danses i moviments sagrats, i la meditació.